# Johannes Bosquet
Johannes Bosquet, auch Johannes de Bosquet, Johannes de Bosco oder Jean de Bois (aktiv im späten 14. Jahrhundert; † kurz vor dem 30. November 1406 wahrscheinlich in Bourges) war ein französischer Komponist, Sänger und Kleriker des späten Mittelalters.

## Leben und Wirken
Geburtsdatum und Geburtsort von Johannes Bosquet, ebenso sein genaues Sterbedatum und der gesicherte Sterbeort, konnten von der musikhistorischen Forschung bisher nicht ermittelt werden; ein Grund dafür ist, dass dieser Name in dieser Zeit außerordentlich häufig anzutreffen ist. Bosquet ist als Kleriker und Sänger von etwa 1364 bis 1406 in Tournai nachweisbar. Viele historische Anzeichen deuten darauf hin, dass Bosquet bereits in den 1360er oder 1370er Jahren nach Avignon gekommen ist, weil er zusammen mit seinem späteren magister capelle, Richardus de Bosamvilla, bis zum Jahr 1379 als Cubicularius (Geheimkämmerer) im Dienst von Jean de Blandiac, dem Kardinal von Nîmes, gestanden hat. Letzterer war auch Generalvikar in Avignon unter Papst Gregor IX. Aus Bittgesuchen und päpstlichen Briefen geht hervor, dass der Komponist schon zu dieser Zeit ein Kanonikat und eine Pfründe in Lille und Mons besaß und eine weitere in Brügge in Aussicht hatte. Erstmals lässt er sich 1391 als Kapellmitglied unter dem Avignoner Papst Clemens VII. nachweisen, weil er am 5. Mai dieses Jahres die Gehaltszahlung für vierzehn Kapläne und zwei Geistliche entgegennahm.
Genannt ist Johannes Bosquet in den 1390er Jahren auch in drei Namenslisten von Gegenpapst Benedikt XIII. als einer der Kaplane. Nach dessen Flucht aus Avignon ging Bosquet zusammen mit der Kurie des Papstes in die Abtei Saint-Victor in Marseille und ist dort zuletzt am 8. Dezember 1404 als das dritte von fünfzehn Kapellmitgliedern in die Liste eingetragen worden. Schließlich ist er in den Jahren 1405 bis 1406 als Vikar in der Kapelle von Herzog Berry in Bourges nachweisbar; dort muss er kurz vor dem 30. November 1406 gestorben sein, weil sich hier zwei weitere Bittsteller um die beiden Pfründen in Le Mans und Reims bemühten, die Bosquet bisher innehatte. Es könnte auch sein, dass er mit jenem Johannes de Bosco identisch war, den Gegenpapst Clemens VII. im Jahr 1393 als Musiker von Ludwig II. von Anjou belohnt hatte. Johannes de Bosco könnte auch dem jungen König von Neapel, der im Palast des Papstes aufwuchs, bis zu dessen Zug nach Italien (August 1390 bis 1399) gedient haben.

## Bedeutung
Die beiden überlieferten Gloria-Vertonungen von Bosquet gehören zu den frühesten mehrstimmigen Mess-Sätzen und verlaufen im Tempus imperfectum (Satzform, in der eine Brevis in zwei Semibreven unterteilt wird) ohne rhythmische Besonderheiten. Sie besitzen instrumental begleitete Oberstimmen, die syllabisch textiert sind und sich manchmal ohne Textwiederholung abwechseln. Das dreistimmige von diesen existiert auch vierstimmig mit einem hinzugefügten Contratenor eines anderen, unbekannten Komponisten. Dagegen zeigt das vierstimmige Gloria in den Oberstimmen keine Isorhythmie; nur das Amen knüpft an den Beginn des Stücks an und leitet mit einer hoquetusartigen Sequenz einen Taktwechsel zum Tempus imperfectum ein Außerdem gibt es dieses Stück mit einer anderen Contratenorstimme, die einem gewissen Nicolaus de Capua zugeschrieben wird.

## Werke
- „Et in terra“ zu drei Stimmen (1870 verbrannt)
- „Et in terra“ zu vier Stimmen; mit abweichendem Contratenor und neuem Amen als Werk von Nicolaus von Capua überliefert
- Gloria und Credo (Autorschaft zweifelhaft).

## Ausgaben
- G. Reaney (Hrsg.): Early-Fifteenth-Century Music II, ohne Ortsangabe 1959, Nr. 4–12
- G. Cattin / F. Facchin (Hrsg.): French Sacred Music, Band 1, Monaco 1989, S. 44–45 (= PFMC 23A)